# Magdalena Ganter

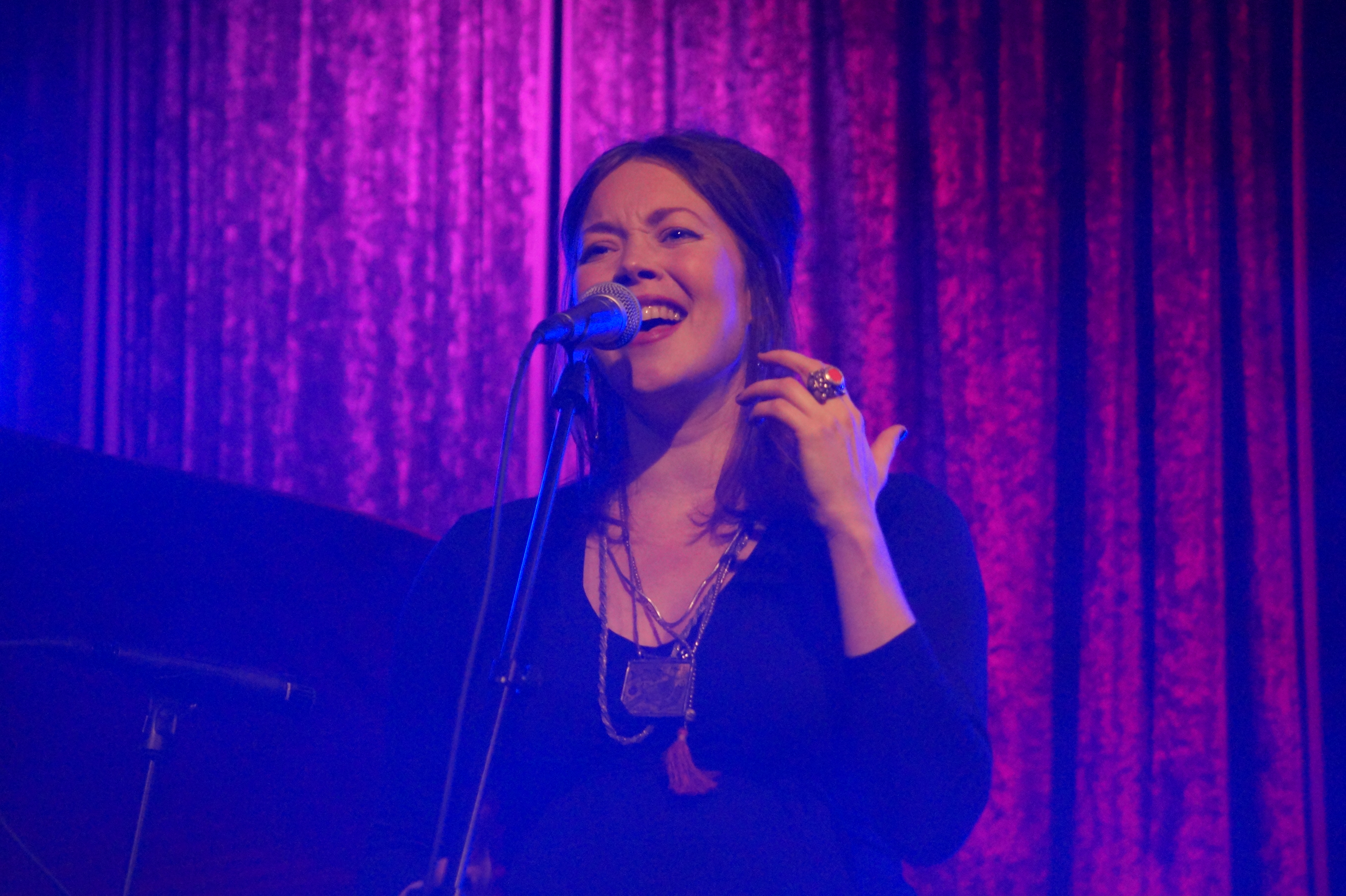
Magdalena Ganter (2021)

Magdalena Ganter (* 1986 in Titisee-Neustadt) ist eine deutsche Chansonsängerin, Schauspielerin und Komponistin.

## Leben und Wirken
Ganter verbrachte ihre Kindheit im Schwarzwald, wo ihre Familie eine Zimmerei betrieb. Sie erhielt in ihrer musikalischen Familie im Alter von drei Jahren ersten Ballettunterricht und später eine klassische Ballettausbildung. Nach dem Abitur studierte sie an der Universität der Künste Berlin Tanz, Gesang und Schauspiel mit Abschluss im Bereich „Musical/Show“ im Jahr 2010. Im Anschluss daran war sie als singende und tanzende Darstellerin mehrere Jahre an verschiedenen Theaterproduktionen und Varietéshows in u. a. Wien, Prag, Amsterdam und Berlin engagiert.
Mit Simon Steger und Martin Bach gründete sie 2012 das Art-Pop-Trio Mockemalör, mit dem sie bisher drei Alben veröffentlichte. 2016 erfolgte eine Koproduktion des Trios mit dem Wiener Aktionstheater Ensemble bei der Bodenseekonferenz. Konzertreisen führten sie durch Deutschland und den deutschsprachigen Raum sowie zu Auftritten beim Club-Programm des Tbilisi International Festival of Theatre in Georgien und zum Nanjing Jazzfestival in China. Sie trat u. a. im ZDF-Morgenmagazin, Tagesschau24, Kulturzeit und im SWR-Fernsehen auf.
2020 hatte sie die musikalische Leitung von Pippi Langstrumpf am Theater Freiburg inne, wozu sie auch die Musik komponierte. In ihrem künstlerischen Schaffen bewegt sie sich an der Schnittstelle von Musik und Theater. Eine wichtige Inspirationsquelle bildet dabei stilistisch die Epoche der 1920er Jahre. Im Laufe der Zeit schuf Ganter ihr eigenes Genre „Chanson Noir“. Ihre Musik ist eine Mischung aus Varieté, Jazz und Indie und kammerorchestralen Klängen.
Stipendien und Förderungen erhielt sie durch die Initiative Musik für Albumproduktionen, den Deutschen Musikrat (PopCamp 2015), die Kunststiftung Baden-Württemberg (2019), und den Berliner Senat (Kultur in Europa, 2020).
Seit 2016 unterrichtet Ganter Bühnenperformance und Aufführungspraxis und im Hauptfach Gesang an der SRH Berlin School of Popular Arts.

## Auszeichnungen
- 2007: Finale beim 36. Bundeswettbewerb Gesang in der Kategorie Musical & Chanson
- 2014: 1. Förderpreis beim Troubadour Lied- & Chansonwettbewerb in Stuttgart
- 2014: 1. Preis beim Musikwettbewerb des ORF „Schnabel 2014“ mit Mockemalör
- 2020: Hauptpreis beim Kleinkunstpreis Baden-Württemberg[11]
- 2021: Bestenliste der Deutschen Schallplattenkritik 02/2021 in der Kategorie „Liedermacher“ mit dem Album Neo Noir[12]

## Theater (Auswahl)
- 2009/10: Leben ohne Chris. Regie: Peter Lund, Uraufführung Musiktheater in der Neuköllner Oper Berlin
- 2010: Songs for a new world. Regie: Peter Kock, Uraufführung Musical, Kurt-Weill-Fest Dessau[13]
- 2010: All you need is a beat. Regie: F.L. Schröder, Musiktheater Alte Oper Erfurt im Opernhaus Chemnitz
- 2011: Woodstock beautiful people. Regie: F. Schröder, Musiktheater Landestheater Altenburg und Stadttheater Gera
- 2011: Changemakers. Regie: J. Adámek, Uraufführung im Musiktheater Neuköllner Oper Berlin[14]
- 2011: Cabaret. Regie: Vincent Paterson, Musiktheater Tipi am Kanzleramt Berlin und Deutsches Theater München
- 2011/12: 20.000 Meilen unter dem Meer. Musik von Jan Dvořák. Regie: T. Fiedlerl, Uraufführung am Landestheater Eisenach[15]
- 2013: Das Dschungelbuch. Musical nach Rudyard Kipling. Regie: C. Voss, Burgfestspiele Bad Vilbel[16]
- 2013: Hair. Regie: Daniel Ris, Musiktheater bei den Burgfestspielen Bad Vilbel[17]
- 2014: Palazzo. Regie: Knut Gminder und Ulrich Thon, Varieté im Palazzo Berlin
- 2016: Die Dreigroschenoper. Mit dem Ensemble Insomnio, Tivolivredenburg Utrecht[18]

## Diskografie
- Schwarzer Wald. Mit Mockemalör (LP) Zebralution, Phlexton-Studios[19]
- Riesen. Mit Mockemalör (LP) bei Jazzhaus Records, 2016
- Science-Fiction. (LP) Mit Mockemalör, Revolver Distribution Services, Zebralution, Produziert von Mockemalör& Vicente Celi, 2018
- Nackt. (Single) 2020
- Neue Ufer (Single) 2020
- Neo Noir (LP) 2021, Revolver Distribution Services / CARGO[20]
- Magdalena Ganter & die Herren von Montreux: Studiokonzert (LP 2023)[21]